# Quarto Centenário
Quarto Centenário är en kommun i Brasilien.   Den ligger i delstaten Paraná, i den södra delen av landet, 1 100 km sydväst om huvudstaden Brasília. Antalet invånare är 4 856.
Trakten runt Quarto Centenário består till största delen av jordbruksmark. Runt Quarto Centenário är det glesbefolkat, med 11 invånare per kvadratkilometer.